# Rui Gomes da Silva
Rui Gomes da Silva (en espagnol Ruy Gómez de Silva), né le 27 octobre 1516 à Chamusca (Portugal) et mort le 29 juillet 1573 à Madrid (Castille), est un aristocrate portugais d'importance à la Cour du roi Philippe II d'Espagne et fondateur de la maison de Pastrana (es). Il est prince d'Éboli, duc (es) d'Estremera, duc de Pastrana (es), marquis de Diano, Grand d'Espagne, seigneur de Chamusca et d'Ulme (pt). 

## Biographie

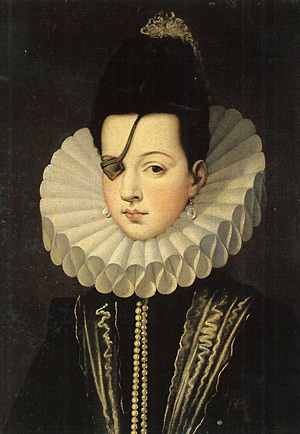
Ana de Mendoza, épouse de Rui Gomes da Silva.

Rui Gomes da Silva nait en 1516 à Chamusca dans le Ribatejo, région au nord-est de Lisbonne. Il est le fils de Francisco da Silva et de Maria de Noronha, seigneurs d'Ulme (pt) et de Chamusca. En 1526, il accompagne son grand-père Rui Teles de Meneses (pt) à Madrid, celui-ci étant affecté au Royaume de Castille à la cour d'Isabelle de Portugal comme menin au service de l'Impératrice. L'année suivante, le prince Philippe nait et Rui Gomes da Silva devient son camarade de jeux. Après la mort de l'impératrice en 1530, Rui Gomes da Silva est nommé page du prince. Ils entretiennent une étroite amitié pendant toute leur vie.
En 1548, lorsque Philippe II exerce les pleins pouvoirs de monarque, il nomme Ruy Gomes da Silva gentilhomme. Le roi considère que Ruy Gomes da Silva, appelé Ruy Gómez de Silva en castillan, doit se marier à une noble castillane, Consiédrant en premier lieu Teresa de Tolède, sœur du marquis (es) de Velada. Comme celle-ci s'est faite religieuse, il doit chercher une autre candidate. Le roi Philippe préfère Ana de Mendoza de la Cerda, fille du prince de Mélito (es), de la puissante maison de Mendoza (es). Le mariage a lieu en 1553, l'épouse étant alors âgée de douze ans. Ana de Mendoza de la Cerda demeure chez ses parents jusqu'en 1557, lors de la consommation du mariage. Rui Gomes da Silva se déplace fréquemment en Angleterre avec le roi jusqu'en 1559, comme Philippe II est l'époux de María Tudor de 1554 à 1558.

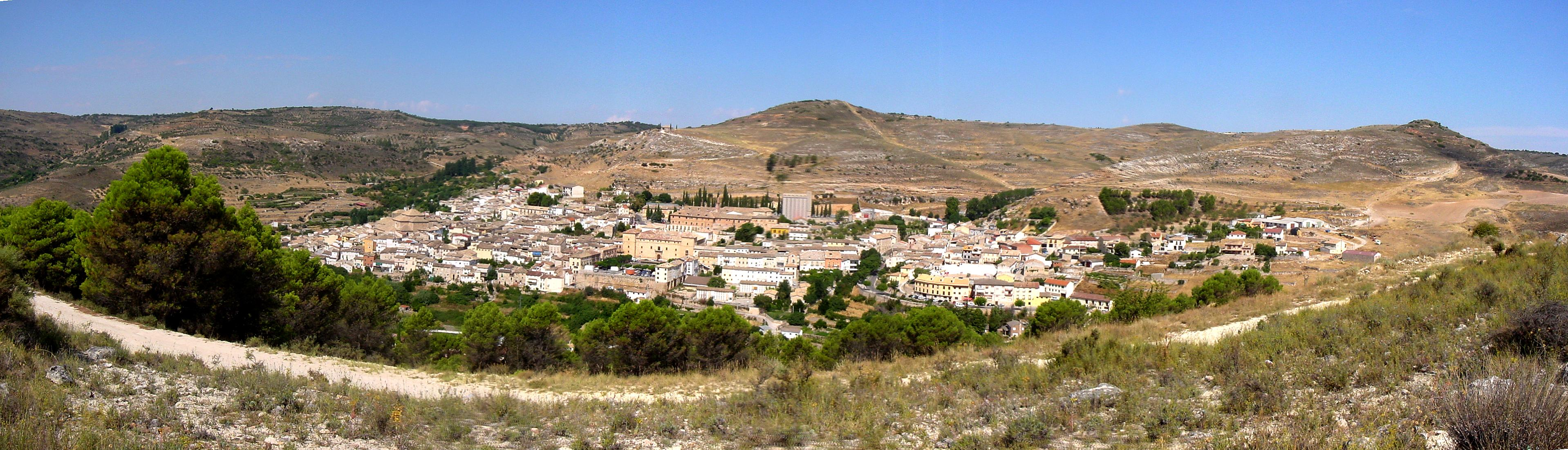
Pastrana.

Fort de l'appui de Philippe II d'Espagne, l'influence de Ruy Gómez de Silva s'accroît rapidement. Il occupe différentes charges, successivement Sommelier de Corps, ce qu'assure une intime proximité au monarque, membre du Conseil d'État et de Guerre, intendant du Trésor, almojarife (es) (trésorier) et premier intendant du prince Charles d'Autriche et prince d'Eboli. Ce nouveau titre, la plus grande dignité nobiliaire, lui est accordé pour qu'il détienne autant de pouvoirs et soit ami intime du roi.
Plus tard, Rui Gomes da Silva se départ de ses territoires italiens d'Éboli en Campanie pour acquérir des terres de La Alcarria, plus proches de Madrid. Il achète les villas d'Estremera et Valdeacerete puis en 1569 la ville de Pastrana. La reconnaissance du roi Philippe II lui vaut la nomination de duc d'Estremera (es), titre que Rui Gomes da Silva échange en 1572 pour celui de duc de Pastrana avec Grandesse d'Espagne, fondant ainsi son majorat et maison de Pastrana (es). À la mort de son frère aîné, sans descendant, il hérite des possessions paternelles de Chamusca et Ulme au Portugal.
Après l'acquisition de Pastrana, Rui Gomes da Silva en améliore le domaine agricole, et avec l'établissement de Morisques expulsés de la Grenade par Juan d'Autriche), y développe l'industrie. Il remporte une foire annuelle avec des privilèges spéciaux, fonde, avec son épouse, l'Église Écolier de Pastrana. Il contribue à la fondation par Thérèse d'Avila de deux couvents carmelites à Pastrana en 1569.
Rui Gomes da Silva et Ana de Mendoza ont dix enfants :
- Diego (ca.1558-1563) ;
- Ana Gómez de Silva y de Mendoza (es) (1560-1610), épouse d'Alonso Pérez de Guzmán el Bueno y Zúñiga, duc de Medina Sidonia ;
- Ruy II Gómez de Silva y Mendoza (1562-1596), duc de Pastrana (es), époux d'Ana du Portugal et Borja ;
- Pedro de Silva y Mendoza (ca. 1563), mort en très bas âge ;
- Diego de Silva y Mendoza (es) (1564-1630), vice-roi du Portugal (pt) , duc de Francavilla (es) et marquis (es) d'Alenquer, époux de Luisa de Cárdenas et de María Ana Sarmiento Villandrano de Ulloa, comtesse de Salinas ;
- Ruy de Silva y Mendoza (1565-1616), marquis d'Eliseda (es), époux d'Ana d'Aguilar, de Jerónima Fernández de Hijar et d'Antonia Manrique de Lara, comtesse (es) de Castañeda ;
- Fernando de Silva y Mendoza (es) (1570-1639), archevêque de Saragosse sous le nom de Pedro González de Mendoza ;
- María de Mendoza et María de Silva (ca. 1570): mortes en très bas âge ;
- Ana de Silva y Mendoza (1573-1614).

Rui Gomes da Silva meurt subitement le 29 juillet 1573, au désespoir de son épouse.

## Politique
L'influence de Rui Gomes da Silva à la cour espagnole est très grande. On le surnomme  Rey Gómez (« roi Gomez », proche de son nom espagnol Ruy Gómez et on parle d'un parti éboliste, qui dispute le pouvoir au parti albiste, dirigé par Ferdinand Alvare de Tolède, duc d'Albe de Tormes. Les deux partis constituent des factions rivales à la cour du roi Philippe II, notamment sur des questions comme la révolte des Pays-Bas que Rui Gomes préfère résoudre par la voie de l'engagement pacifiste, en proposant un système particulier ou pactisme, moins centraliste, semblable à celui du royaume d'Aragon, alors qu'Alvare envisage une intervention par la force et la répression. Paradoxalement, le parti éboliste est partisan de la guerre avec l'Angleterre, ce que ne souhaite pas le duc d'Albe. Rui Gomes da Silva dirige la faction des Mendoza favorable à une structure dans laquelle chaque territoire de la monarchie catholique espagnole jouit d'une grande autonomie, dans le respect des lois et fors des différents royaumes.
En 1568, lors du procès du prince Charles, héritier du trône d'Espagne, intenté par Philippe II, Rui Gomes da Silva, membre du Conseil de Castille, vote en faveur de la peine capitale.
Après la mort de Gomes en 1573, Antonio Pérez, secrétaire du roi, dirige le parti éboliste. Celui-ci, connu comme le « beau garçon » à Madrid, devient apprécié du roi grâce à l’influence de Rui Gomes da Silva, qui aurait été son amant. Après la mort de Gomes, Pérez tombe en disgrâce auprès du roi, se réfugie en Aragon, où l’Inquisition l’accuse, entre autres, de sodomie. L’accusation est confirmée en 1591 par l’Inquisition de Madrid, qui interroge et torture le page Antón Añón jusqu’à la mort.